# Korespondence (esoterismus)

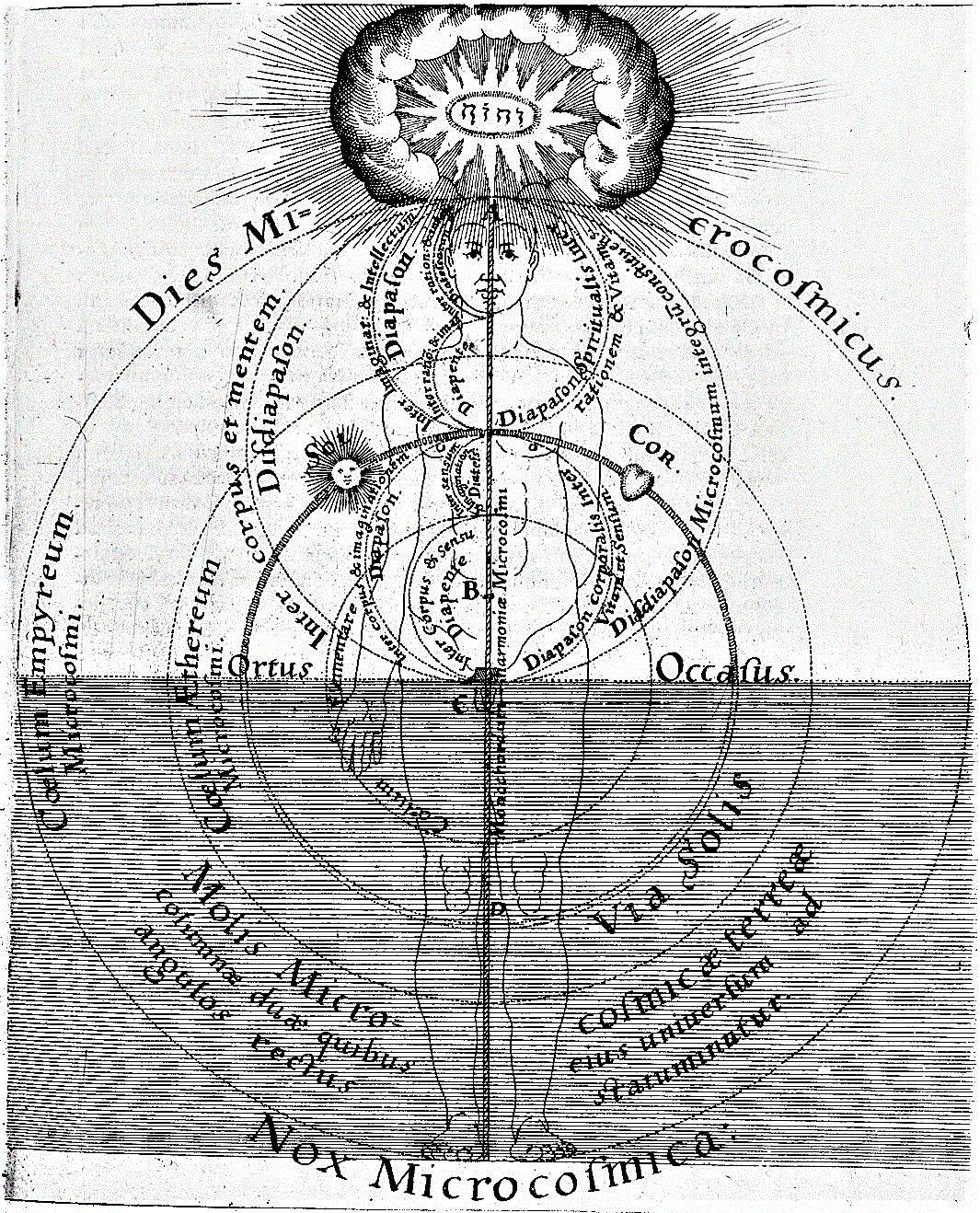
Korespondence mezi vesmírem a částmi lidského těla na ilustraci ke knize Roberta Fludda, cca 1617 až 1621

Korespondence jsou v západním esoterismu zvláštní vztahy či analogie, které existují mezi všemi existujícími fenomény: hvězdami, planetami, lidmi a částmi jejich těl,  zvířaty, rostlinami, nerosty, tělesnými šťávami, nemocemi a dalšími. Na jejich znalosti je založena astrologie, alchymie, magie i kabala. Antoine Faivre, akademik v oblasti esoterismu a mysticismu, ve své studii z roku 1973 označil koncept korespondencí za jeden ze čtyř definičních znaků západního esoterismu. Mimo západní svět se korespondencím podobá princip korelativního myšlení, identifikovaný v čínské filosofii.

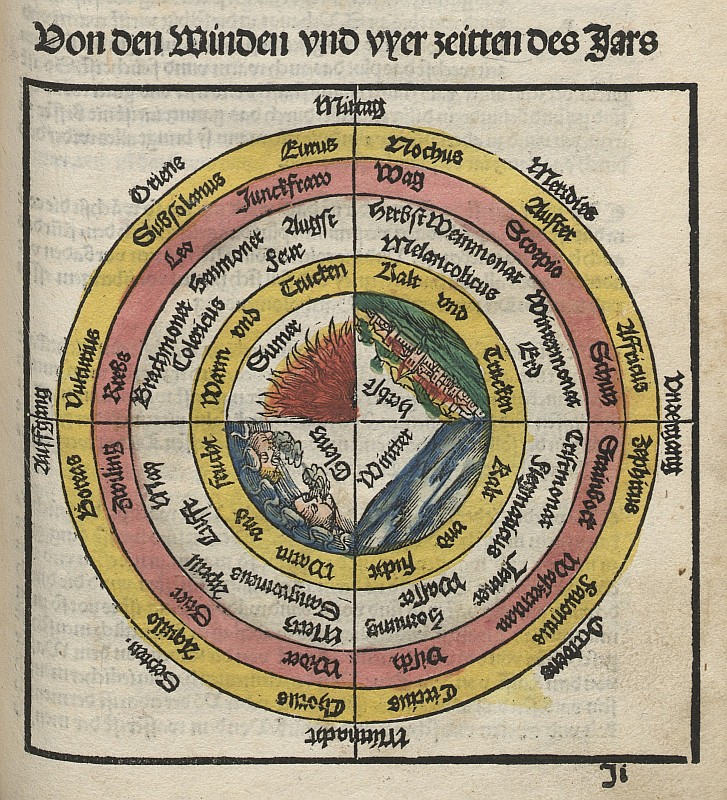
Von den Winden vnd vyer zeitten des Jars „O větrech a čtyřech ročních obdobích“, graf zobrazující korespondence mezi živly, světovými směry, temperamenty, ročními obdobími a dalšími fenomény, Johannes Regiomontanus, 1512

Koncept korespondencí vychází z antického a středověkého chápání vesmíru jako stvořeného Bohem nebo z něj emanujícího. V takovém pojetí je každý fenomén spojen s Jedním skrze „velký řetězec bytí“ a na základě konceptu makrokosmu a mikrokosmu se nebeské jevy odráží v pozemských. Koncept korespondencí předcházel představě mechanického vesmíru řídícího se přírodními zákony. Namísto toho je v něm kosmos chápán jako živý a oduševnělý, jeho části jsou mezi sebou propojeny jako části lidského těla. Svět může být chápaný také jako prostoupený „láskou“ a to jak na vertikální, tak horizontální úrovni, která zajišťuje spojení mezi jevy z něhož se skládá. Korespondence se mohou projevovat zjevně, proto má například jaterník pomáhat s nemocemi jater, jehož listy je připomínají, jindy jsou více skryté, ale mohou být zjištěny pomocí určitých znamení zvaných signatury. Signatury hrají velkou roli především v myšlení Paracelsa a Jakoba Böhma.
Představa o existence korespondencí počala zanikat v 18. století s nástupem osvícenství a jeho mechanistického modelu vesmíru. V té době se jim věnoval například vědec a mystik Emanuel Swedenborg, jehož dílo o nich představuje pozoruhodnou syntézu: jeho systém korespondencí připomíná scholastiku, ale je prezentovaný protestantským a racionalistickým jazykem. Od 19. století se staly korespondence „odmítnutým věděním“, stojícím mimo hlavní proud, přičemž k nejvýznamnějším příkladům patří dílo Liber 777 Aleistra Crowleyho, které se skládá především z tabulek ilustrujících takové vztahy. Ve 20. století byl pak koncept korespondencí částečně rehabilitován pod vlivem Carla Gustava Junga a jeho naukou o synchronicitě, především v prostředí New Age.